# Пятнистая нарцина
Пятнистая нарцина Narcine maculata  (лат.) — вид скатов рода нарцин семейства лат. Narcinidae отряда электрических скатов. Это хрящевые рыбы, ведущие донный образ жизни, с крупными, уплощёнными грудными и брюшными плавниками в форме диска, выраженным хвостом и двумя спинными плавниками. Они способны генерировать электрический ток. Обитают в тропических водах западной части Тихого океана и в Индийском океане на глубине до 80 м. Максимальная зарегистрированная длина 39 см.

## Таксономия
Впервые вид был научно описан в 1804 году. Вид рассматривается как самостоятельный, хотя разделение Narcine lingula и пятнистой нарцины можно считать только предварительным и временным. Единственным критерием, на котором базируется это разделение, является строение ноздрей. Видовое название происходит от слова лат. maculata — «пятно» и связано с пятнистой окраской этих скатов.

## Ареал
Пятнистые нарцины обитают в северо-западной части и западно-центральной части Тихого океана, а также в Индийском океане. Эти скаты встречаются у берегов Тайваня, Филиппин, Сингапура, Китая, Вьетнама, Камбоджи, Таиланда, Малайзии, Шри-Ланки, восточной Индии, а также в Андаманском море у побережья Мьянмы и Индонезии. Они попадаются в континентальных тропических водах на глубине от 30 до 80 м.

## Описание
У этих скатов широкие и закруглённые грудные плавники, образующие овальный диск. Имеются два спинных плавника и хвостовой плавник. Позади глаз расположены брызгальца. У основания грудных плавников перед глазами сквозь кожу проглядывают электрические парные органы в форме почек, которые тянутся вдоль тела до конца диска.
Спина, плавники и хвост покрыты тёмными крупными пятнами. Максимальная зарегистрированная длина 39 см.

## Биология
Пятнистые нарцины являются донными морскими рыбами. Они размножаются яйцеживорождением, эмбрионы вылупляются из яиц в утробе матери и питаются желтком и
гистотрофом. Самцы достигают половой зрелости при длине 28,2—30,2 см. Самый маленькая свободноплавающая особь имела в длину 12,5 см.

## Взаимодействие с человеком
Эти скаты не представляют интереса для коммерческого рыбного промысла. Иногда они попадаются в качестве прилов при коммерческой ловле креветок методом траления. Пойманных рыб выбрасывают за борт, вероятно, уровень выживаемости среди них низкий. Кроме того, эти скаты страдают от ухудшения условий среды обитания, вызванного антропогенным фактором. Данных для оценки Международным союзом охраны природы статуса сохранности вида недостаточно.